# Полочанский сельсовет
Полочанский сельсовет (бел. Палача́нскі сельсавет) — административная единица на территории Молодечненского района Минской области Беларуси. Административный центр — агрогородок Полочаны.

## История
Образован 12 октября 1940 года в составе Молодечненского района Вилейской области БССР. С 20 сентября 1944 года в составе Молодечненской области. С 20 января 1960 года в составе Минской области. В 1974 году упразднена деревня Борщи. 
На 1 января 1974 года в составе сельсовета было 16 населённых пунктов. 

## Состав
Полочанский сельсовет включает 16 населённых пунктов:
- Борки — деревня.
- Великое Село — деревня.
- Гаевцы — деревня.
- Груздовка — деревня.
- Груздово — деревня.
- Зоренька — деревня.
- Клопачи — деревня.
- Конюхи — деревня.
- Литва — деревня.
- Мамоны — деревня.
- Полочаны — агрогородок.
- Рачково — деревня.
- Рябиновая — деревня.
- Сечки — деревня.
- Схолино — деревня.
- Яхимовщина — агрогородок.

## Население
Население сельсовета по переписи 2009 года — 2332 человек, из них 95,9 % — белорусы, 2,4 % — русские; по переписи 2019 года — 1906 человек.

## Культура
- Филиал Государственного литературного музея Янки Купалы «Яхимовщина» в аг. Яхимовщина